# Dante Bernamonti
Dante Bernamonti (Cremona, 10 marzo 1898 – Bozzolo, 17 marzo 1952) è stato un sindacalista e politico italiano.

## Biografia
La sua giovinezza viene ben presto sconvolta dalla morte del padre, quando aveva soli quattordici anni, e della madre, quando ne aveva diciannove. Da qui la necessità di iniziare giovanissimo a lavorare come garzone in fabbrica; nonostante le ovvie difficoltà continua gli studi sino al conseguimento del diploma di maestro prima e di ragioniere poi.

### L'inizio dell'attività politica
Dal 1914 aderisce alla Federazione Giovanile Socialista Italiana di Cremona, successivamente ne verrà eletto segretario.
Il 17 agosto del 1917, attivista antibellico, viene arrestato come sovversivo insieme ad altri cinque cremonesi e processato dal tribunale militare di Pradamano che lo condanna per aver svolto propaganda contro la guerra a cinque anni di reclusione militare, condanna successivamente convertita a tre anni perché ancora minorenne. Riacquista la libertà grazie all'amnistia del 1919.
Nel 1920 viene eletto consigliere comunale a Cremona ove lavora come insegnante ; successivamente accede anche alla carica di consigliere provinciale di Cremona. Nel 1921 partecipa al Congresso Socialista di Livorno, dopo la scissione del Partito Socialista Italiano, aderisce al Partito Comunista d'Italia ed è, assieme a Rosolino Ferragni e Ferruccio Ghinaglia, tra i fondatori della Sezione comunista a Cremona.
Subito dopo inizia a dirigere il settimanale cremonese L'eco dei Comunisti; in questo periodo collabora con L'Ordine Nuovo di Antonio Gramsci, da poco divenuto quotidiano ed organo ufficiale del PCd'I.
Il 5 dicembre del 1923, nei pressi del cimitero di Cremona, a causa del suo impegno antifascista è oggetto di un agguato, viene crudelmente bastonato da un gruppo di fascisti, riporta una commozione cerebrale e numerose fratture. L'indomani viene pubblicata sul quotidiano di Cremona, diretto dal gerarca Roberto Farinacci, la notizia del suo bando dalla città. Nella notte alcuni amici, con la complicità degli infermieri, lo prelevano di nascosto dall'ospedale dove, sempre da amici, era stato ricoverato e lo trasportano sino a Brescia, insieme alla moglie Lina incinta del secondogenito Socrate ed al piccolo Spartaco di appena di 8 mesi. Resta ospite da parenti di lei che lo curano fino alla completa guarigione. Rimessosi si trasferisce a Milano e da lì a Cusano Milanino continuando clandestinamente l'attività politica sotto lo pseudonimo di Carlo Gatti.

### Il carcere ed il confino
Nel 1933 viene rintracciato a causa di una "spiata" da parte di un ex compagno, viene arrestato e riportato a Cremona ove resiste eroicamente agli interrogatori subiti nella questura di Via Cesare Battisti; in seguito è trasferito nel carcere milanese di San Vittore. Mentre si trova recluso nasce la terzogenita, Vera. A San Vittore rimane quattro mesi, nel frattempo viene processato dal famigerato Tribunale speciale per la difesa dello Stato.
È il 1934 quando viene condannato a cinque anni di confino politico da scontare nell'Isola di Ventotene. Dopo solo tre anni, per gravi motivi di salute, i due anni rimanenti sono tramutati in detenzione domiciliare; li sconterà a Milano, nell'abitazione ove si è trasferita la famiglia dopo il suo arresto.

### Il ritorno all'attività politica e sindacale
Torna a fare politica attiva nel 1943 quando entra a far parte del clandestino CLN (Comitato di Liberazione Nazionale).
Nel 1945, all'indomani della Liberazione, fa ritorno nella sua Cremona ove viene nominato Segretario della Camera del Lavoro (allora unitaria). L'anno dopo, nel 1946, viene nominato assessore alla pubblica istruzione del Comune di Cremona. In seguito alle storiche elezioni del 2 giugno 1946 risulta eletto deputato all'Assemblea costituente per il collegio di Mantova. In seno alla Costituente è membro della Giunta per il Regolamento interno.
Dopo lo scioglimento dell'Assemblea Costituente nel 1948 si candida senza successo al seggio senatoriale di Crema; nello stesso anno viene eletto presidente della Federazione delle Cooperative, Consigliere della Lega Nazionale delle Cooperative, presidente della Tessilcoop e presidente dell'Unione Cooperative Cremonesi.
Il 25 aprile del 1949 a Parigi partecipa, appositamente delegato, alla fondazione del Movimento Partigiani della Pace; alla Sala Pleyel sono presenti ben 2198 delegati provenienti da 72 paesi della terra. Nel corso del 1951, poco prima della morte improvvisa che lo sorprenderà prima del cinquantacinquesimo compleanno, viene eletto consigliere sia per il consiglio comunale che per quello provinciale di Cremona.
Dopo la sua morte il comune di Cremona ha dedicato una via a Dante Bernamonti.

### Calcio
A Cremona verso la metà degli anni cinquanta era attiva una squadra di calcio giovanile, la  Bernamonti. Se ne hanno poche notizie certe, secondo le memorie di Giovanni Ferretti, portiere dell'Inter e del Palermo negli anni sessanta, ma in gioventù giocatore della Bernamonti, la società aveva sede in Via Pippia e giocava a Po al campo  Livrini.

## Opere su Dante Bernamonti
- Una vita al servizio del movimento operaio, Gian Carlo Corada, Prefazione di Gian Carlo Pajetta, Tipografia Tipostile, Castelleone (CR), febbraio 1982.
- Ottant'anni di lotte del movimento sindacale cremonese (1893/1973), Editrice Camera Confederale del Lavoro di Cremona, 1974.
- Rassegna trimestrale della camera di commercio industria artigianato e agricoltura, Cremona, 1974; (pagg. 47/60: biografia).
- Anni della mia vita (1909/1945), Italo Nicoletto, Luigi Micheletti Editore, 1981; (citazione pagg. 349,450).
- 1949: Stagno Lombardo, La provocazione poliziesca nei quaranta giorni di sciopero dei salariati e braccianti agricoli, Lega di Cultura di Piadena, 1978 (In copertina un comizio dell'on. Dante Bernamonti del PCI ai giardini pubblici di Piadena, nel luglio del 1949). Una famiglia, una storia -Vera Bernamonti